# 天定 (刘守分)
天定（1644年九月）是明末清初抗清領袖劉守分的年号，前后共1年。

## 西曆紀年對照表
| 天定 | 元年       |
| ---- | ---------- |
| 公元 | 1644年     |
| 干支 | 甲申       |
| 明朝 | 崇禎十七年 |
| 清朝 | 順治元年   |

## 同期存在的其他政权年号
- 中國
  - 崇祯（1628年－1644年）：明—朱由检之年号
  - 顺治（1644年－1661年）：清—清世祖福临之年号
  - 重兴（1644年）：清朝时期—秦尚行之年号
  - 永昌（1644年－1645年）：大顺—李自成之年号
  - 义武（1643年－1644年）：大西—张献忠之年号
  - 大顺（1644年－1646年）：大西—张献忠之年号
- 越南
  - 福泰（1643年－1649年）：后黎朝—黎真宗黎维祐之年号
  - 順德（1628年－1677年）：莫朝—莫敬完之年号
- 日本
  - 寬永（1624年－1644年日）：后水尾天皇、明正天皇、后光明天皇之年號
  - 正保（1644年－1648年）：后光明天皇之年號

## 參看
- 中國年號索引
- 其他时期使用的天定年号